# Eritreische Fußballnationalmannschaft
Die eritreische Fußballnationalmannschaft, die Fußballnationalmannschaft des ostafrikanischen Staates Eritrea, gehört zu den jüngsten in Afrika. Die Fußballnationalmannschaft des afrikanischen Staates Eritrea ist eine der schwächsten der Welt. Für eine Fußball-Weltmeisterschaft oder Fußball-Afrikameisterschaft hat sich das Land bisher noch nie qualifiziert. Der Verband trägt erst seit 1992 Länderspiele aus, bisher gelangen einige Siege. Der 2. Platz beim CECAFA-Cup 2019 ist der bisher größte Erfolg im eritreischen Fußball.

## Fußball-Weltmeisterschaften
- 1930 bis 1998: – nicht teilgenommen
- 2002 bis 2006: – nicht qualifiziert
- 2010: – nicht teilgenommen
- 2014 bis 2022: – nicht qualifiziert
- 2026: – Zurückgezogen

## Fußball-Afrikameisterschaften
- 1957 bis 1990: – war teil von Äthiopien
- 1990 bis 1998: – kein CAF-Mitglied
- 2000 bis 2008: – nicht qualifiziert
- 2010: – Zurückgezogen
- 2012 bis 2013: – nicht teilgenommen
- 2015: – Zurückgezogen
- 2017 bis 2022: – nicht teilgenommen
- 2024: – Zurückgezogen nach Auslosung der Qualifikation
- 2025: – Zurückgezogen

## Afrikanische Nationenmeisterschaften
- 2009: nicht qualifiziert
- 2011 bis 2014: in der Qualifikation zurückgezogen
- 2016 bis 2023: nicht teilgenommen

### Ost-/Mittelafrikameisterschaften
- 1973 bis 1992: – war Teil von Äthiopien
- 1994: – 4. Platz
- 1995 bis 1996: – nicht teilgenommen
- 1999 bis 2001: – Vorrunde
- 2002 bis 2004: – nicht teilgenommen
- 2005 bis 2006: – Vorrunde
- 2007: – Viertelfinale
- 2008 bis 2009: – Vorrunde
- 2010: – nicht teilgenommen
- 2011: – Vorrunde
- 2012 bis 2013: – nicht teilgenommen
- 2015: – Vorrunde
- 2017: – nicht teilgenommen
- 2019: – 2. Platz
- 2021: – Vorrunde (als U-23-Meisterschaft)

## Trainer
- Yılmaz Yücetürk (2000–2002)
- Dorian Marin (2006–2007)
- René Feller (2007–2008)
- Negash Teklit (2009–2012)
- Omar Ahmed Hussein (2013–2015)
- Alemseged Efrem (seit 2015)

## Weblink
- rsssf.org-Archiv der Resultate